# Carl Witt (Philologe)

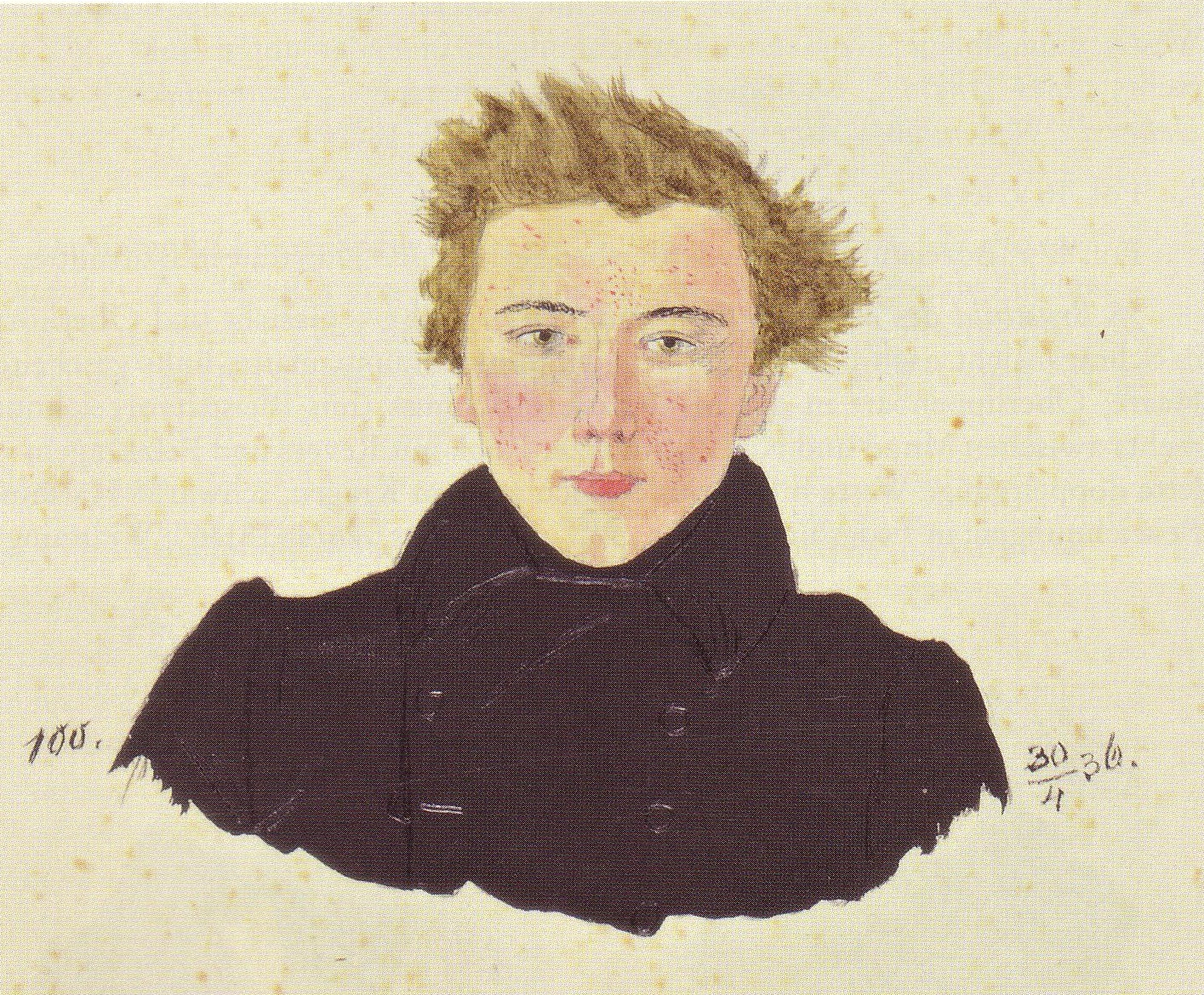
Carl Witt (1836)

Carl Witt (* 31. August 1815 in Königsberg i. Pr.; † 2. November 1891 ebenda) war ein deutscher Gymnasiallehrer in der Provinz Ostpreußen. Als Liberaler war er Mitglied der Preußischen Nationalversammlung.

## Leben
Als zweiter Sohn eines mittellosen Königsberger Stadtmusikanten hatte Carl Witt elf Geschwister. Trotz aller Enge besuchte er das Altstädtische Gymnasium seiner Heimatstadt.

### Berufliche Laufbahn
Nach dem Abitur immatrikulierte er sich Ostern 1834 wie zwei Brüder an der Albertus-Universität Königsberg, um Deutsch und Geschichte, später auch  alte Sprachen und Französisch zu studieren. In den Blättern der Erinnerung ist ein studentisches Porträtaquarell von ihm überliefert.
Nachdem er 1841 ein sehr gutes Examen gemacht hatte, schlug er sich zunächst als Haus- und Aushilfslehrer am Altstädtischen Gymnasium, der Realschule in Elbing, der Burgschule (Königsberg) und der  Höheren Töchterschule in Gumbinnen durch. 1845 wurde er am Progymnasium in Hohenstein als Oberlehrer fest angestellt. Dort lernte er Leopold von Hoverbeck kennen, dem er zeitlebens freundschaftlich verbunden blieb.

### Preußische Nationalversammlung
Wie Hoverbeck von der Deutschen Revolution 1848/49 begeistert, wurde Witt für Osterode in die Preußische Nationalversammlung gewählt. Er engagierte sich im linken Zentrum und scheiterte mit der Charte Waldeck. Als Otto Theodor von Manteuffel das Preußische Abgeordnetenhaus vertagte und nach Brandenburg (Havel) verlegte, beantragten Benedikt Waldeck, Julius Gierke, Karl Rodbertus und Witt zu protestieren und weiter in Berlin zu tagen.
Sie hielten die Regierungsmaßnahmen für ungesetzlich und warben am 15. November 1848 für eine Steuerverweigerung, standen aber auf verlorenem Posten. Witt ging nicht nach Brandenburg, sondern kehrte nach Ostpreußen zurück. In einem Brief an seine Wähler bezeichnete er das Geschehene als ungesetzlich, die Wirksamkeit der neuen Kammer als ungültig. In der Unwissenheit der deutschen und masurischen Handwerker, Bauern und Arbeiter sah er das Haupthindernis politischen Fortschritts.  Deshalb gab er ab 1. April 1849 die Osteroder Dorfzeitung in deutscher und polnischer Sprache heraus – für einen Silbergroschen monatlich. Allein von Witt geschrieben, traten die Beiträge in schlichter Sprache „für die Einheit Deutschlands unter dem König von Preußen als deutschem Kaiser ein und bekämpften Österreichs antideutschen Egoismus, Rußland, Dänemark und brachten zumeist sachliche Belehrung über die geplanten Verfassungen für Preußen und für Deutschland, das Staatsbudget, Geschworenengerichte, das Institut der Landschaft u. ä.“ (ADB). Hoverbeck steuerte zwei volkswirtschaftliche Aufsätze bei. Ende 1849 führten Denunziationen beim Provinzialschulkollegium zu einem Disziplinarverfahren gegen Witt, der suspendiert wurde.

### Königsberg
Da er sich die Verlobung mit einer jungen Cousine Hoverbecks nicht leisten konnte, blieb Witt Junggeselle. Er zog zu seiner Mutter und einer Schwester in Königsberg und lebte von Privatunterricht. Aus Schikane zwang Karl Otto von Raumer den widerspenstigen Liberalen, nach Hohenstein zurückzukehren und den Ausgang des Disziplinarverfahrens beschäftigungslos abzuwarten. Als er Ende 1850 wieder in Königsberg war, versuchte die Polizei vergeblich, ihm die private Lehrtätigkeit zu verbieten. 1851 vom Disziplinarhof strafversetzt und vom Preußischen Staatsministerium amtsenthoben, gewann Witt in der Königsberger Bevölkerung immer mehr Ansehen und Rückhalt. Die Direktoren der Gymnasien, bedeutende Universitätsprofessoren wie Eduard von Simson, der Provinzialschulrat und andere schätzten ihn als Lehrer und Menschen. Als die Regentschaft von Friedrich Wilhelm IV. zu Ende ging, ersuchte Witt um die Wiedereinstellung. Er folgte Franz August Eichmanns Rat und erklärte im Sommer 1858 schriftlich, dass er sich „bemühen wolle, die Jugend in Liebe für König und Vaterland zu erziehen“. Allein Raumer vermisste die Reue und lehnte das Gesuch ab.
Auf seinem neuen Gut richtete Hoverbeck seinem Freund ein „Wittstübchen“ ein. Beim preußischen Kultusminister Moritz August von Bethmann-Hollweg verwendete er sich für seine Wiederanstellung. Sie gelang Ostern 1860 als wissenschaftlicher Hilfslehrer an „seinem“ Altstädtischen Gymnasium, das in städtischer, nicht staatlicher Verwaltung stand. Inzwischen 45 Jahre alt, musste er mit 300 Talern auskommen; aber den ersten Schultag empfand er als „einen der schönsten seines Lebens“. Die Freude am Lehrerberuf wurde ihm mit allseitiger Liebe und Verehrung gedankt. Als 2. Oberlehrer erhielt er 1881 den Charakter als Gymnasialprofessor. 1884 pensioniert, war er 1885/86 noch Mitglied der städtischen Schuldeputation. Er war seit 1867 Nationalliberaler und starb mit 76 Jahren.

## Veröffentlichungen
- Griechische Götter- und Heldengeschichten. Für die Jugend erzählt. Bönig, Gumbinnen 1845, 5. Aufl. 1885.[2]
- Zum lateinischen Elementarunterricht. Hohenstein 1848.[3]
- Lebensbilder aus dem alten Island. In: Preußische Provinzial-Blätter, 1859.[2]
- Über schulmäßige Pflege des Gedächtnisses. Königsberg i. Pr. 1873.[2]
- Der trojanische Krieg und die Heimkehr des Odysseus. Für die Jugend erzählt. 1883.[2]
- Kants Gedanken von den Bewohnern der Gestirne. In: Altpreußische Monatsschrift, 1885.[2]
- Geschichtliche Aufzeichnungen aus der engeren Heimat. Selbstverlag, Salzgitter 1883.
- Die tapferen Zehntausend. Eine Kriegsgeschichte aus dem Alterthum, für Knaben erzählt. Waag, Stuttgart 1888.
  - Neuausgabe unter dem Titel Die tapferen Zehntausend, mit Federzeichnungen von Max Slevogt. Bruno Cassirer, Berlin 1922.